# Мудранов, Беслан Заудинович
Бесла́н Зауди́нович Мудра́нов (кабард.-черк. Мудран Зэудин и къуэ Беслъэн, род. 7 июля 1986, Баксан, Кабардино-Балкарская АССР, СССР) — российский дзюдоист и самбист. Олимпийский чемпион (2016), призёр чемпионатов мира, чемпион Европы и России по дзюдо.
Выступает в весовой категории до 60 кг. Мастер спорта международного класса по самбо. Заслуженный мастер спорта России по дзюдо (2012). Участник чемпионата мира по дзюдо 2010, 2011, чемпионата Европы по дзюдо 2012 (золото). Чемпион Европейских игр 2015 года. Чемпион Олимпиады 2016 года в Рио-де-Жанейро.

## Биография
Родился в 1986 году в городе Баксан, Кабардино-Балкария. По национальности кабардинец. Начал заниматься борьбой с 13 лет, о секции самбо рассказал младший брат.
Начинал в самбо, немного занимался вольной борьбой. Позже переехал в Майкоп и поступил в Адыгейский государственный университет на факультет ИФК дзюдо, а затем перевелся в Кабардино-Балкарский Государственный Университет.
В 2006 году переехал в Армавир. В 2008 году перешёл в дзюдо, выиграв зональный чемпионат и чемпионат России.
Является военнослужащим Росгвардии. Имеет воинское звание «лейтенант» (2016).

## Семья
Отец — Заудин Шафигович. Мать — Асият Хасановна, домохозяйка. Брат Аслан учился в Адыгейском государственном университете на факультете ИФК дзюдо, занимается самбо и дзюдо (Заслуженный мастер спорта России, чемпион Европы по самбо).
Женат.

## Спортивные достижения

### В самбо
- Мастер спорта международного класса по борьбе самбо (2004 г.)
- Серебряный призёр первенства России по самбо среди юношей (2002 г.)
- Победитель первенства России среди юниоров по самбо (2004 г.)
- Серебряный призёр первенства Европы по самбо среди юниоров (2004 г.) Прага
- Победитель первенства России по самбо среди юношей (2004 г.).
- Победитель молодёжного Чемпионата мира по самбо в Москве (2006 г.)
- Победитель Чемпионата России по самбо в Кстово (Нижегородская область) (2007 г.)
- Серебряный призёр чемпионата мира по самбо (2007 год)
- Неоднократный призёр международных турниров

### В дзюдо
- Победитель Чемпионата России по дзюдо в Волгограде (2008)
- 3 место на турнире по дзюдо «Большой шлем» в Москве (2009)
- Серебряный призёр чемпионата России по дзюдо в Нальчике (2009)
- 5 место на Чемпионате Европы (2010)
- 5 место на Чемпионате мира (2010)
- На восьми турнирах, где Беслан участвовал в 2012—2014 годах, он шесть раз становился победителем
- Чемпион Европы по дзюдо 2012, первое золото сборной[12]
- Двукратный бронзовый призёр турнира серии Мастер(Баку 2011,Астана2012)
- Победитель турнира Гран-при в Самсуне (2014)
- Трехкратный чемпион Гран-при в Абу-Даби 2010,2012,2013
- Бронзовый призёр Гранд Шлема в Париже 2014
- Серебряный призёр Гранд Шлема в Токио 2015
- Чемпион Европы по дзюдо в Монпелье (2014)[7][13]
- Чемпион Европы по дзюдо в Баку(2015)
- 2 место на Чемпионате мира по дзюдо 2014, Челябинск[14]
- Бронзовый призёр чемпионата Европы в Тель-Авив (2018)
- Победитель Европейских игр в Баку (2015)
- Олимпийский чемпион 2016 года в Рио-де-Жанейро[4]

## Награды
- Медаль «Слава Адыгеи» (31 августа 2016) — за высокие спортивные достижения на Играх XXXI Олимпиады 2016 года в городе Рио-де-Жанейро (Бразилия), проявленные волю к победе и стойкость, большой вклад в развитие отечественного спорта
- Орден «За заслуги перед Кабардино-Балкарской Республикой» (29 августа 2016) — за большой вклад в развитие физической культуры и спорта, высокие спортивные достижения на Олимпийских играх
- Орден Дружбы (25 августа 2016) — за высокие спортивные достижения на Играх XXXI Олимпиады 2016 года в городе Рио-де-Жанейро (Бразилия), проявленные волю к победе и целеустремленность[15]